# Loup du Mexique
Canis lupus baileyi
Sous-espèce
Statut de conservation UICN

EN : En danger
Répartition géographique
- Canis lupus occidentalis
- Canis lupus lycaon
- Canis lupus nubilus
- Canis lupus arctos
- Canis lupus baileyi

Statut CITES
Le Loup du Mexique (Canis lupus baileyi), ou Loup gris mexicain, est la plus rare et la plus génétiquement distincte des sous-espèces du Loup gris en Amérique du Nord. Il mesure entre 1,2 et 1,5 mètre de long pour 0,8 mètre au garrot et a un poids de 27 à 37 kilogrammes. Originellement présent dans les espaces arides du Sud-Ouest des États-Unis et au Nord du Mexique, le loup du Mexique avait quasiment disparu en liberté dans les années 1970.
Il demeure la sous-espèce de Canis lupus la plus menacée dans l'hémisphère occidental.

## Protection et réintroduction
Le Loup du Mexique a été classé sur la liste fédérale américaine des espèces menacées en 1976, ce qui a conduit à un programme de reproduction en captivité des tout derniers représentants et de coopération des agences américaine et mexicaine de protection de la faune et des espaces naturels, suivi d'opérations graduelles de réintroduction menées à partir de 1998 en Arizona et au Nouveau-Mexique, puis au Mexique.
D'après les données les plus récentes (2021-2022) l'effectif total compte 186 animaux aux États-Unis et 45 au Mexique à l'état sauvage, auquel il faut ajouter 350 animaux en captivité (élevage conservatoire) de part et d'autre de la frontière.

## Galerie

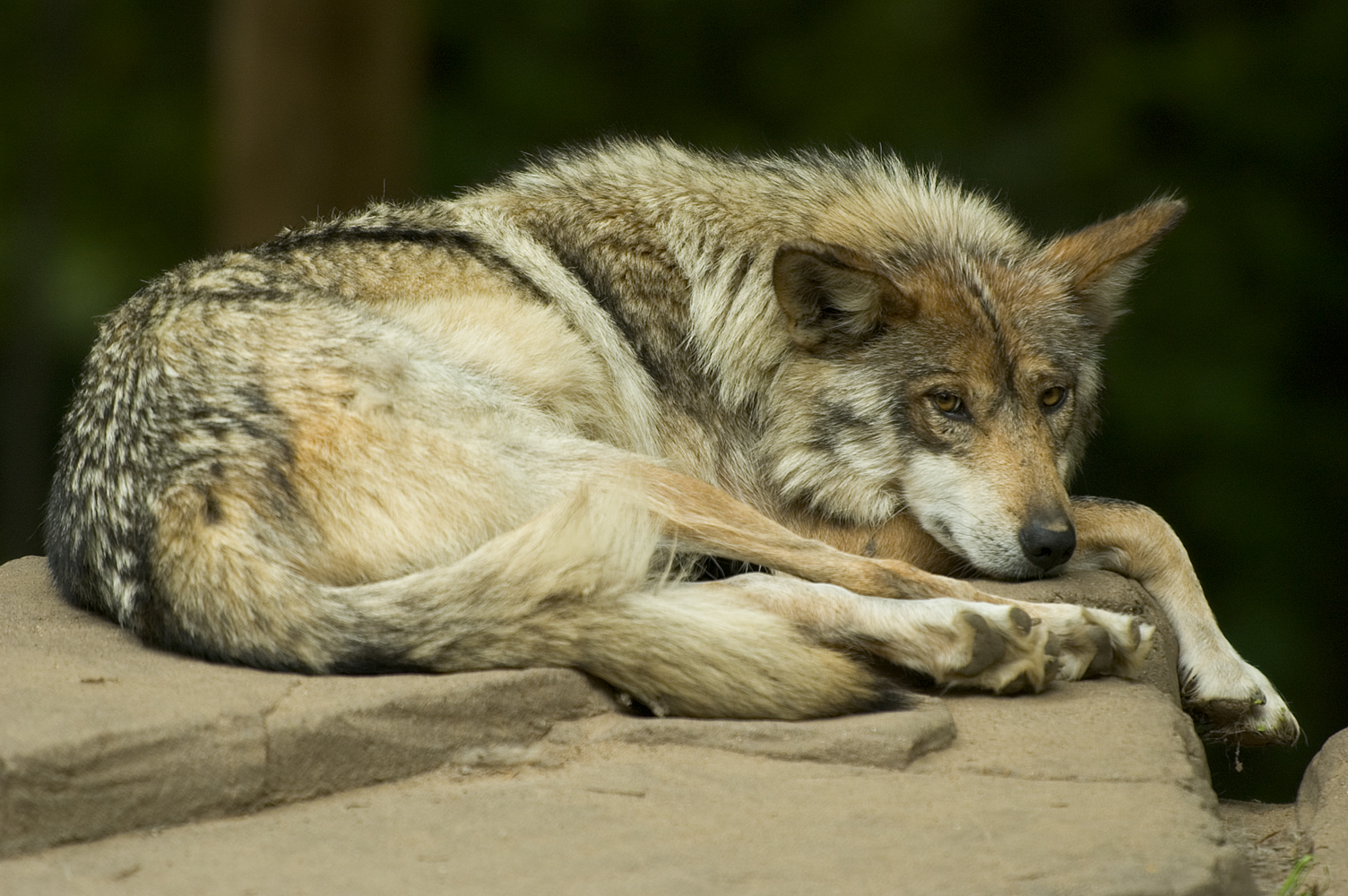
Un loup du Mexique au repos au zoo du Minnesota.
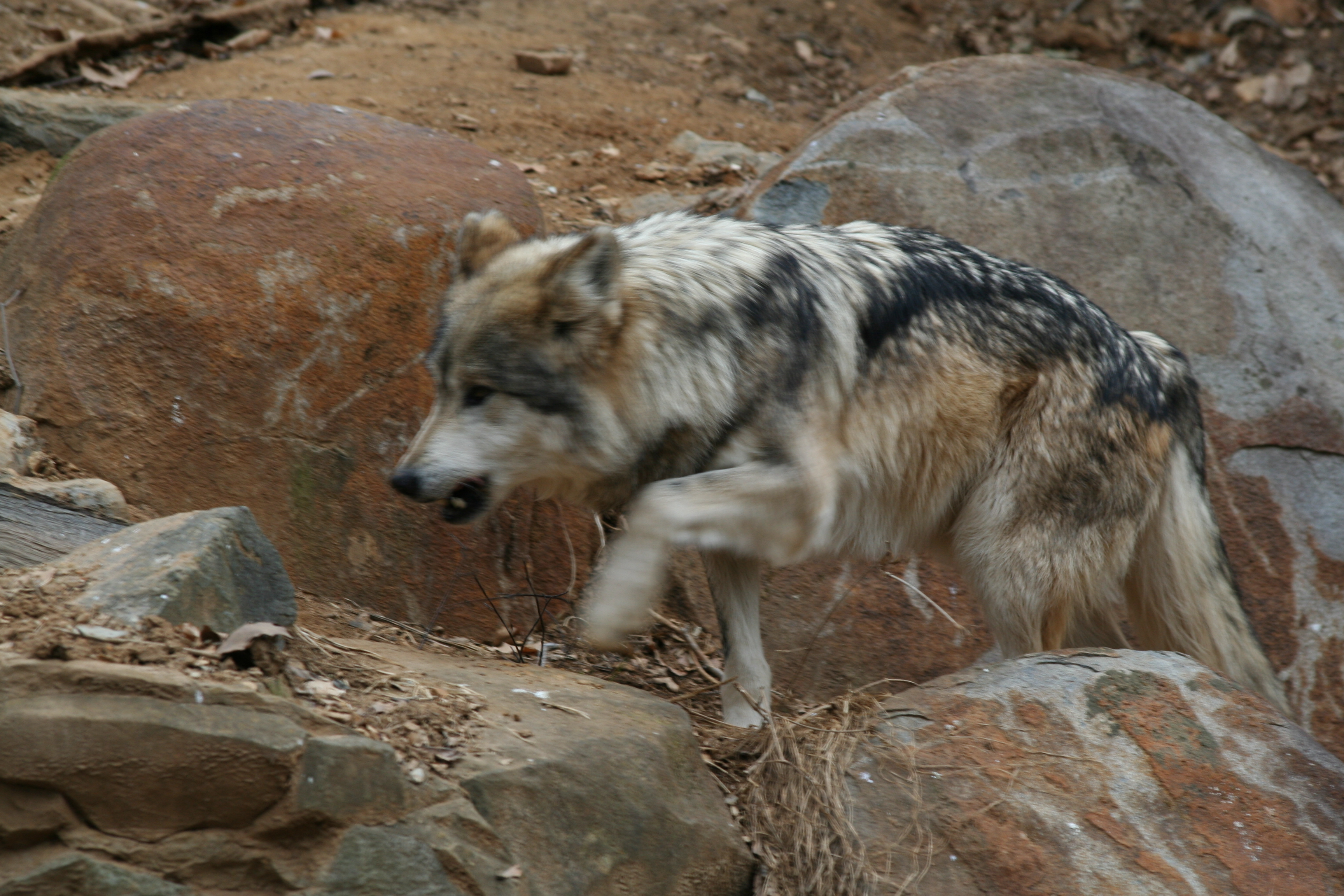
Un loup du Mexique captif, courant dans son enclos au Smithsonian National Zoological Park.
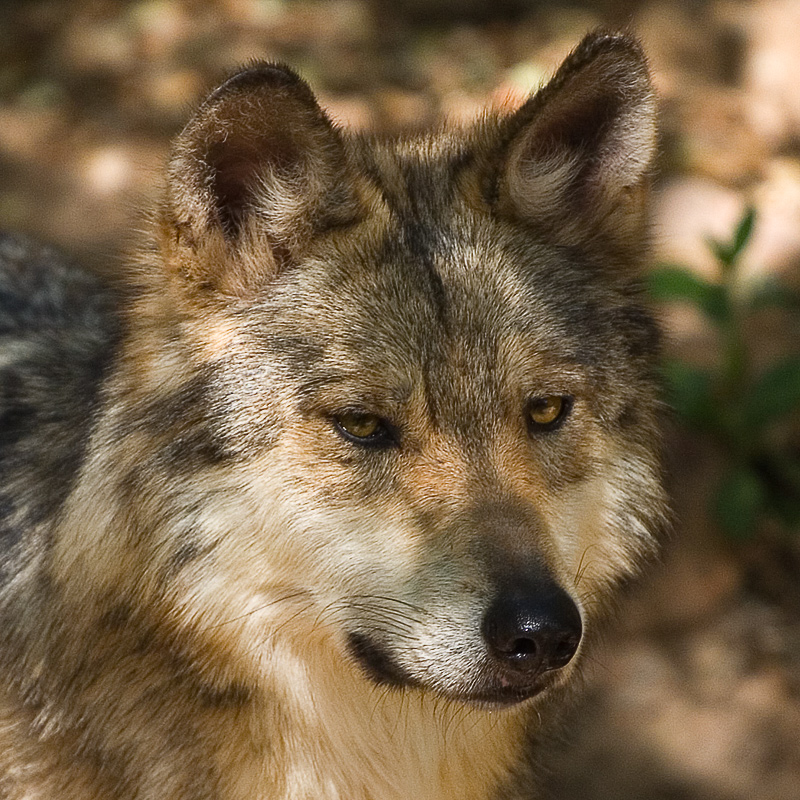
Au musée du désert de Sonora, en Arizona.
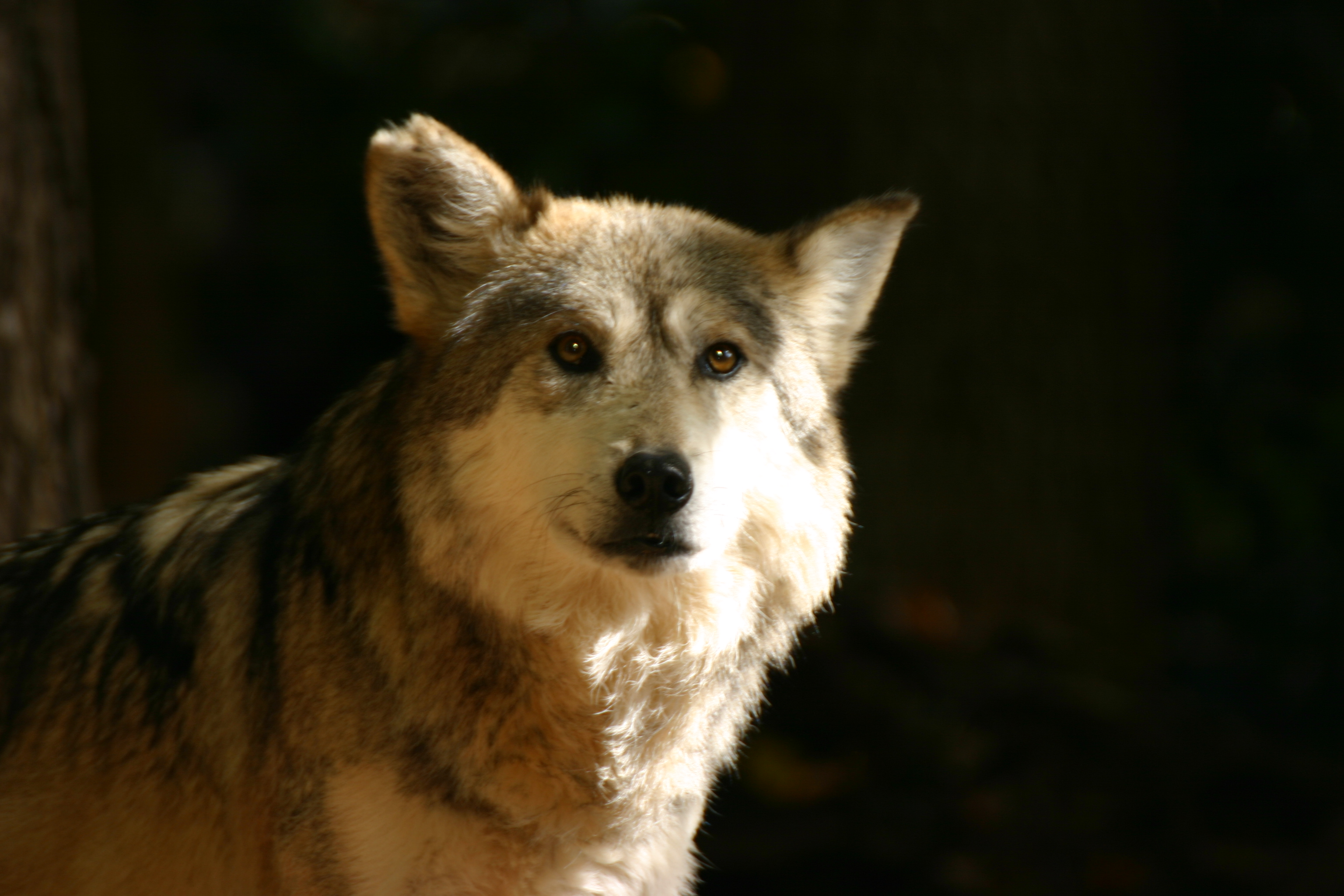
Loup du Mexique.